# Danza sportiva ai Giochi mondiali 2022 - Breakdance femminile
La gara di breakdance femminile ai Giochi mondiali 2022 si è svolta il 10 luglio 2022 a Birmingham.

## Risultati

### Fase a gironi
Gruppo A
| Pos | Atleta             | Vit. | Voti |
| --- | ------------------ | ---- | ---- |
| 1   | Ami Yuasa          | 5    | 42   |
| 2   | Sanja Jilwan Rasul | 4    | 34   |
| 3   | Antilai Sandrini   | 3    | 27   |
| 4   | Vicki Chang        | 0    | 5    |

Gruppo B
| Pos | Atleta             | Vit. | Voti |
| --- | ------------------ | ---- | ---- |
| 1   | Tiffany Nora Leung | 5    | 34   |
| 2   | Carlota Dudek      | 4    | 35   |
| 3   | Fenqi Rui          | 3    | 33   |
| 4   | Maria Hadjiraftis  | 0    | 6    |

Gruppo C
| Pos | Atleta              | Vit. | Voti |
| --- | ------------------- | ---- | ---- |
| 1   | Ayumi Fukushima     | 6    | 49   |
| 2   | Qingyi Liu          | 4    | 38   |
| 3   | Alessandra Chillemi | 1    | 11   |
| 4   | Pauline Nettesheim  | 1    | 10   |

Gruppo D
| Pos | Atleta                     | Vit. | Voti |
| --- | -------------------------- | ---- | ---- |
| 1   | Sunny Choi                 | 5    | 41   |
| 2   | Camine Van Hoof            | 4    | 29   |
| 3   | Maxime Francesca A. Blieck | 3    | 30   |
| 4   | Paulina Joanna Starus      | 0    | 8    |

### Fase finale
|  | Quarti di finale   | Quarti di finale   | Quarti di finale |            |                 | Semifinali      | Semifinali | Semifinali |                 |                   | Finale            | Finale            | Finale |  |
|  |                    |                    |                  |            |                 |                 |            |            |                 |                   |                   |                   |        |  |
|  | Carlota Dudek      | Carlota Dudek      | 0                |            |                 |                 |            |            |                 |                   |                   |                   |        |  |
|  | Carlota Dudek      | Carlota Dudek      | 0                |            |                 |                 |            |            |                 |                   |                   |                   |        |  |
|  | Ayumi Fukushima    | Ayumi Fukushima    | 2                |            |                 |                 |            |            |                 |                   |                   |                   |        |  |
|  | Ayumi Fukushima    | Ayumi Fukushima    | 2                |            | Ayumi Fukushima | Ayumi Fukushima | 0          |            |                 |                   |                   |                   |        |  |
|  |                    |                    |                  |            | Ayumi Fukushima | Ayumi Fukushima | 0          |            |                 |                   |                   |                   |        |  |
|  |                    |                    | Ami Yuasa        | Ami Yuasa  | 4               |                 |            |            |                 |                   |                   |                   |        |  |
|  | Camine Van Hoof    | Camine Van Hoof    | Ami Yuasa        | Ami Yuasa  | 4               | 0               |            |            |                 |                   |                   |                   |        |  |
|  | Camine Van Hoof    | Camine Van Hoof    |                  |            |                 |                 |            |            |                 |                   |                   |                   |        |  |
|  | Ami Yuasa          | Ami Yuasa          | 2                |            |                 |                 |            |            |                 |                   |                   |                   |        |  |
|  | Ami Yuasa          | Ami Yuasa          | 2                |            | Ami Yuasa       | Ami Yuasa       | 4          |            |                 |                   |                   |                   |        |  |
|  |                    |                    |                  |            |                 |                 |            |            |                 |                   |                   |                   |        |  |
|  |                    |                    | Sunny Choi       | Sunny Choi | 0               |                 |            |            |                 |                   |                   |                   |        |  |
|  | Sanja Jilwan Rasul | Sanja Jilwan Rasul | Sunny Choi       | Sunny Choi | 0               | 0               |            |            |                 |                   |                   |                   |        |  |
|  | Sanja Jilwan Rasul | Sanja Jilwan Rasul |                  |            |                 | 0               |            |            |                 |                   |                   |                   |        |  |
|  | Sunny Choi         | Sunny Choi         | 2                |            |                 |                 |            |            |                 |                   |                   |                   |        |  |
|  | Sunny Choi         | Sunny Choi         | 2                |            | Sunny Choi      | Sunny Choi      | 3          |            |                 | Finalina 3º posto | Finalina 3º posto | Finalina 3º posto |        |  |
|  |                    |                    |                  |            | Sunny Choi      | Sunny Choi      | 3          |            |                 |                   |                   |                   |        |  |
|  |                    |                    | Qingyi Liu       | Qingyi Liu | 2               |                 |            |            |                 |                   |                   |                   |        |  |
|  | Qingyi Liu         | Qingyi Liu         | Qingyi Liu       | Qingyi Liu | 2               | 2               |            |            | Ayumi Fukushima | Ayumi Fukushima   | 4                 |                   |        |  |
|  | Qingyi Liu         | Qingyi Liu         |                  |            |                 |                 |            |            | Ayumi Fukushima | Ayumi Fukushima   | 4                 |                   |        |  |
|  | Tiffany Nora Leung | Tiffany Nora Leung | 0                |            |                 | Qingyi Liu      | Qingyi Liu | 0          |                 |                   |                   |                   |        |  |